# Los Twist
Pour les articles homonymes, voir Twist (homonymie) et Twist.
Los Twist est un groupe argentin de rock, originaire de Buenos Aires, actif entre 1982 et 2012. Los Twist est l'un des meilleurs exemples du mouvement música divertida, avec des paroles humoristiques et ironiques, des mélodies dansantes et un esprit revivaliste des années 1950 et 1960, sauvant des styles tels que le rock 'n' roll primitif, le rockabilly, le twist et le ska.
Le groupe est formé par Pipo Cipolatti et Daniel Melingo en 1982. Les autres membres sont Fabiana Cantilo, Hilda Lizarazu et Polo Corbella. Leur album La dicha en movimiento est choisi en 2007 par le magazine Rolling Stone Argentina comme 15e dans sa liste des « 100 meilleurs albums de rock argentin ».

## Histoire

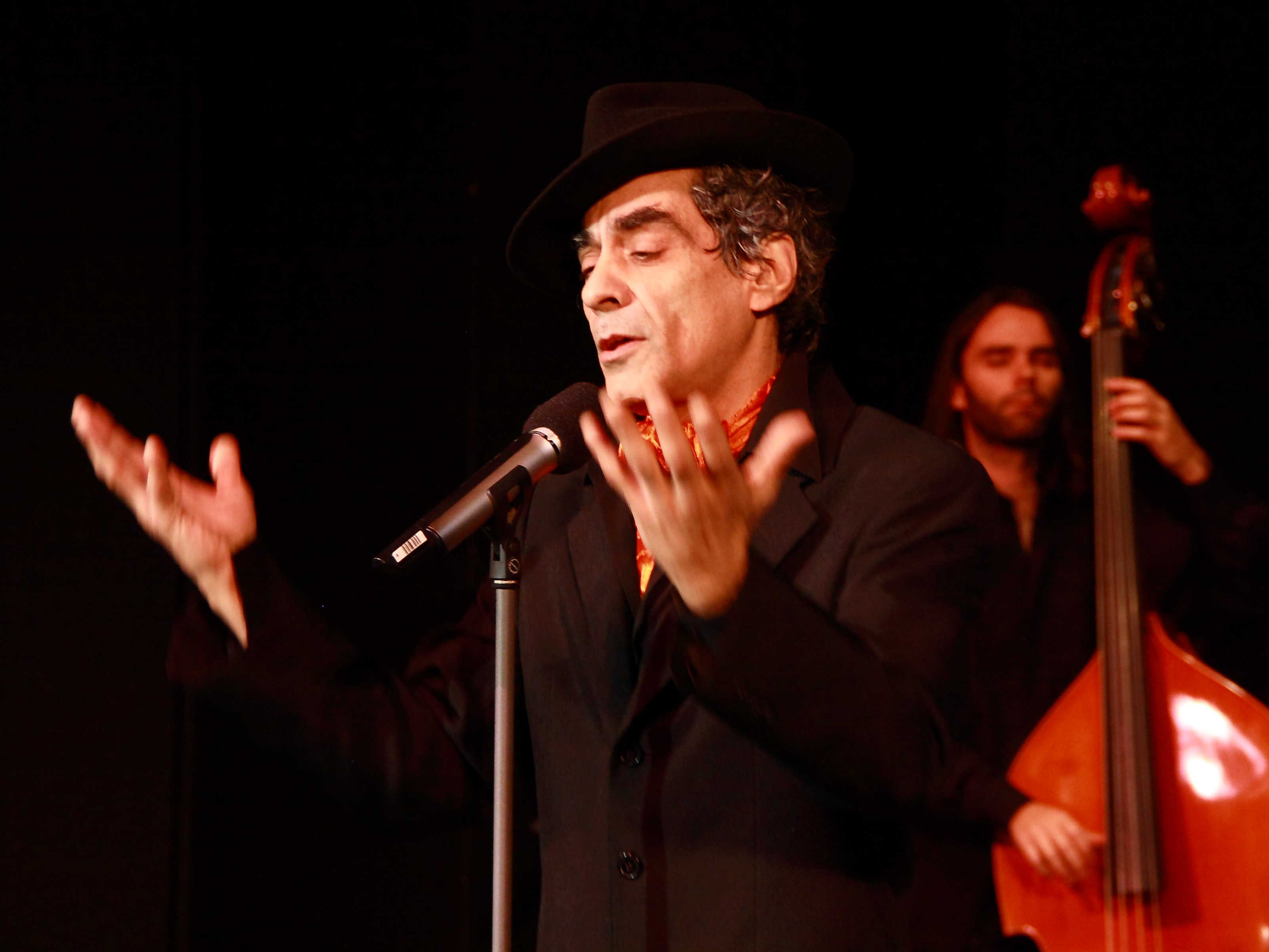
Daniel Melingo, guitariste et saxophoniste du groupe.

Los Twist se forme le 30 mars 1982 à la suite d'une proposition de Daniel Melingo, saxophoniste de Los Abuelos de la Nada, qui a joint ses forces à celles du chanteur et guitariste Pipo Cipolatti. Peu après, Melingo contacte Fabiana Cantilo, à qui il demande d'être la voix féminine du groupe. Cette même année, ils se produisent dans différentes salles de Buenos Aires, aux côtés d'autres représentants du nouveau rock local comme Sumo, Virus ou Soda Stereo.
En 1983, Charly García les convoque pour produire leur premier album, intitulé La Dicha en Movimiento qui contient des chansons comme Cleopatra, la Reina del Twist, Ritmo colocado, S. O. S. sos una rica banana et Pensé que se trataba de cieguitos, entre autres. L'album devient un énorme succès en quelques mois, se vendant à plus de 120 000 exemplaires. 
Après une tournée à travers le pays pour présenter leur premier album, ils se rendent en Espagne pour enregistrer un nouvel album. La chanteuse Fabiana Cantilo annonce sa décision de les quitter, le coup est difficile à surmonter, et met en échec la continuité du groupe. Avec cette formation, le groupe enregistre en 1984, dans les studios Mediterráneo de Ibiza leur nouvel album, qui s'appelle Cachetazo al vicio. À la même époque, ils produisent un court métrage dans le style de la police noire avec humour intitulé Operación Norte ; qui après une critique virulente est automatiquement interdit et détruit à l'exception de quelques exemplaires.
En 1994, le groupe entre en studio pour enregistrer son nouvel album. Dans cet enregistrement, les deux voix féminines qui accompagnaient Los Twist depuis 1991 rejoignent le groupe : les sœurs Thelma et Beba Vidal, jouant le rôle de choristes et de chanteuses principales dans certaines chansons. En hommage à Antonio Rattín, milieu de terrain central emblématique de Boca Juniors et de l'équipe nationale de football argentine dans les années 1960, ils nomment leur album suivant El cinco en la espalda, un album dans lequel ils abordent plusieurs styles musicaux tels que le tango (Cigarrillo, auquel M. Néstor Fabián a participé), la country, le rock 'n' roll, le beat, etc..
Le 30 avril 2012 est la date à laquelle, sur décision de son fondateur, Pipo Cipolatti, le groupe se sépare définitivement. Cependant, il annonce qu'ils continueraient à jouer avec le même line-up, mais sous un autre nom. En décembre 2016, le nom du groupe est annoncé à l'affiche du festival Cosquín Rock 2017, en clôture de la soirée sur la scène thématique Rock Argentino 50 años.

## Membres
- Pipo Cipolatti - guitare, voix (1982-1988, 1991-1994, 1996-2012)
- Daniel Melingo - guitare, voix (1982-1988, 1996-2012)
- Fabiana Cantilo - chant (1982-1983, 1988, 1991-1994, 1996-2012)
- Gonzalo Palacios - saxophone (1982-1983) (2001-2012)
- Polo Corbella (†) - batterie (1982-1983)
- Eduardo Cano - basse (1982-1985, 2002-2012)
- Damián Nisenson - saxophone
- Rolo Rossini - batterie
- Pablo Guadalupe - batterie (1984-1988, 1991-1994, 1996-2012)
- Hilda Lizarazu - voix (1984-1987)
- Camilo Iezzi - basse (1985-1988, 1991-1994, 1996-2002)
- Tito Losavio - guitare (1991-1994)
- Thelma Sisters et Beba Vidal - chœurs (1994)
- Jorge Minissale - guitare (1995-2012)
- Fabián Piacquadio - batterie
- Fercho Diaco - saxophone ténor

## Discographie

### Albums studio
- 1983 : La dicha en movimiento
- 1984 : Cachetazo al vicio
- 1985 : La máquina del tiempo
- 1991 : Cataratas musicales
- 1994 : El cinco en la espalda
- 1996 : Explosivo 96 : Remixes y rarezas

### EP
- 1983 : Jugando, Hulla hulla

### Compilations
- 1986 : Lo peor de Los Twist
- 1988 : El álbum
- 2003 : Serie de Oro
- 2011 : La dicha en movimiento / Cachetazo al vicio

## Filmographie
- Extrañas salvajes (1988)